# Phản ứng Boudouard
Phản ứng Boudouard là phản ứng oxy hóa khử trong hỗn hợp cân bằng hóa học của carbon monoxide và carbon dioxide ở một nhiệt độ nhất định. Phản ứng được đặt tên theo nhà hóa học người Pháp, Octave Boudouard (1872–1923), người đã nghiên cứu cân bằng này vào năm 1905.

## Quá trình phản ứng

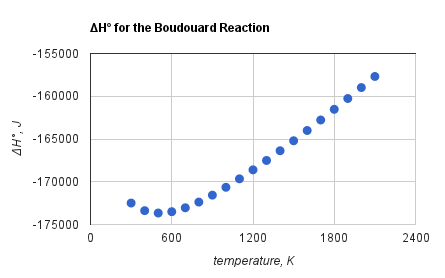
Enthalpy chuẩn của phản ứng Boudouard ở các nhiệt độ khác nhau

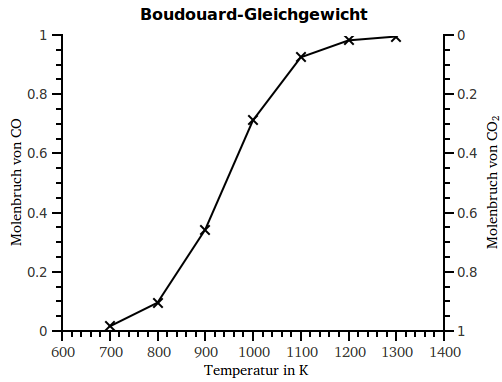
Tương quan nồng độ CO và CO_{2} theo nhiệt độ ở 10^{5} Pa được tính toán từ enthalpy tự do hình thành

Phản ứng Boudouard là phản ứng tự oxy hóa khử của carbon monoxide thành carbon dioxide và than chì và ngược lại:
{\displaystyle {\ce {2CO <=> CO2 + C,}}} {\displaystyle \Delta H=-86,24} {\displaystyle kJ/mol}
Đây là một trạng thái cân bằng không đồng nhất vì có hai pha: pha rắn (carbon) và pha khí (hỗn hợp carbon monoxide và carbon dioxide). Có hai nguyên tố hóa học độc lập: carbon và oxy; có hai yếu tố vật lý ảnh hưởng đến cân bằng: áp suất và nhiệt độ (áp suất được quan tâm theo quan điểm cân bằng là tổng áp suất riêng phần của CO và CO
2).
Phản ứng thuận tạo thành carbon dioxide và carbon tỏa nhiệt ở mọi nhiệt độ phản ứng vì ΔH < 0. Do đó khi nhiệt độ thấp thì cân bằng ưu tiên chuyển dịch theo chiều thuận.  Mặt khác, nếu áp suất tăng cũng làm cân bằng chuyển dịch theo chiều thuận vì theo nguyên lý Le Chatelier thì lúc này cân bằng chuyển dịch theo hướng làm giảm thể tích của hệ, và chiều thuận phản ứng làm giảm thể tích khí từ 2 còn 1.
Tuy nhiên, enthalpy của phản ứng Boudouard sẽ tăng khi nhiệt độ tăng như hình bên. Biến thiên enthalpy tiêu chuẩn của phản ứng nghịch ở 298 K (25°C) là ΔH = 172,28 kJ/mol > 0. Vì ΔH dương nên phản ứng nghịch sẽ thu nhiệt, do đó cân bằng sẽ chuyển dịch theo chiều nghịch khi nhiệt độ tăng. 
Trong khi sự hình thành enthalpy của CO
2 cao hơn so với CO, entropy hình thành thấp hơn nhiều. Do đó, năng lượng tự do của CO
2 từ các nguyên tố thành phần của nó hầu như không đổi và không phụ thuộc vào nhiệt độ, trong khi năng lượng tự do tạo thành CO giảm theo nhiệt độ. Do đó ở nhiệt độ cao, phản ứng thuận trở thành phản ứng thu công và tỏa nhiệt, còn phản ứng nghịch trở thành phản ứng xuất công.
Ảnh hưởng của nhiệt độ đến mức độ của phản ứng Boudouard được biểu thị bằng giá trị của hằng số cân bằng hơn là năng lượng tự do tiêu chuẩn của phản ứng. Hằng số cân bằng Kp là một hàm theo nhiệt độ và được xác định từ giá trị trung bình của áp suất riêng phần của CO và CO
2 thu được tại ba thời điểm khác nhau sau khi cân bằng được thiết lập. Áp suất riêng phần được tính từ phần mol của các khí và tổng áp suất như sau:
{\displaystyle p_{CO}={\frac {n_{CO}}{n_{T}}}.{p_{T}}}
{\displaystyle p_{CO_{2}}={\frac {n_{CO_{2}}}{n_{T}}}.{p_{T}}}
Trong đó:
{\displaystyle p_{CO}} và  {\displaystyle p_{CO_{2}}}lần lượt là áp suất riêng phần của CO và CO
2
{\displaystyle n_{CO}} và {\displaystyle n_{CO_{2}}} lần lượt là số mol của CO và CO
2
{\displaystyle n_{T}} và {\displaystyle p_{T}} lần lượt là tổng số mol và tổng áp suất của hỗn hợp khí.
Khi đó, Kp được tính như sau:
{\displaystyle K_{p}={\frac {(p_{CO})^{2}}{p_{CO_{2}}}}={\frac {(n_{CO})^{2}}{n_{CO_{2}}}}} nếu xét trong điều kiện chuẩn pT = 1 atm.
Hoạt động nhiệt động học của carbon có thể được tính toán cho một hỗn hợp CO/CO
2 nếu biết áp suất riêng phần của mỗi loại và giá trị của Kp. Hàm ý của sự thay đổi Kp theo nhiệt độ là hỗn hợp khí chứa CO có thể tạo thành carbon nguyên tố nếu hỗn hợp nguội đi dưới một nhiệt độ nhất định. Ví dụ, trong môi trường nhiệt độ giảm, chẳng hạn như môi trường được tạo ra để khử oxide sắt trong lò cao hoặc điều chế khí quyển carbon hóa, carbon monoxide là oxide bền của carbon. Khi luồng khí giàu CO được làm lạnh đến mức hoạt độ của carbon lớn hơn 1, phản ứng Boudouard thuận xảy ra. Carbon monoxide sau đó tự oxi hóa khử thành carbon dioxide và than chì, tạo thành bồ hóng.
Trong xúc tác công nghiệp, đây không chỉ là một trở ngại; bồ hóng/muội than có thể gây ra thiệt hại nghiêm trọng và thậm chí không thể phục hồi đối với chất xúc tác và lớp xúc tác. Đây là một vấn đề trong quá trình reforming xúc tác dầu mỏ và quá trình reforming hơi nước.

## Ứng dụng
Mặc dù tác động gây hại của carbon monoxide đối với chất xúc tác là không mong muốn, phản ứng này đã được sử dụng để sản xuất than chì, graphit dạng sợi và tinh thể graphit phiến, cũng như sản xuất ống nano carbon. Trong sản xuất graphit, các chất xúc tác được sử dụng là molybden, magnesi, nickel, sắt và cobalt, và trong sản xuất ống nano carbon, các chất xúc tác molybden, nickel, cobalt, sắt và Ni-MgO được sử dụng.
Phản ứng Boudouard là một quá trình quan trọng bên trong lò cao. Quá trình khử oxide sắt không thực hiện được trực tiếp bằng carbon (vì phản ứng giữa các chất rắn thường rất chậm) mà bằng khí carbon monoxide. Carbon dioxide tạo thành trải qua phản ứng Boudouard (ngược lại) khi tiếp xúc với than cốc.
Phản ứng Boudouard cũng là một phản ứng đơn giản và dễ ứng dụng trong việc xử lý khí carbon dioxide không khí thông qua quá trình khử.

## Phản ứng không mong muốn
Trong khi phản ứng Boudouard được sử dụng có chủ ý trong một số quy trình, thì nó lại gây hại ở những quy trình khác. Trong quá trình mát bằng khí của các lò phản ứng hạt nhân làm chậm bằng than chì của Anh (Magnox và AGR), phản ứng của chất làm mát (CO2) và chất làm chậm (graphite) phải được tránh hoặc ít nhất là giữ ở mức tối thiểu. Khi cân bằng của phản ứng chuyển dịch theo hướng tạo thành carbon ở nhiệt độ thấp hơn, điều này đã được giải quyết trong lò phản ứng Magnox bằng cách đơn giản là giữ nhiệt độ hoạt động thấp hơn. Tuy nhiên, điều này lại làm giảm hiệu suất nhiệt có thể đạt được. Trong lò phản ứng AGR, được cho là sẽ cải thiện hiệu suất phản ứng dựa trên kinh nghiệm từ lò Magnox, nhiệt độ đầu ra của chất làm mát cao hơn là một mục tiêu thiết kế rõ ràng (Anh Quốc phụ thuộc vào điện than vào thời điểm đó, mục đích là đạt được nhiệt độ hơi nước tương tự như trong nhà máy đốt than) và do đó dòng chất làm mát tái sinh ở nhiệt độ đầu ra lò hơi thấp hơn là 278 °C (532 °F) được sử dụng để làm mát than chì, đảm bảo rằng nhiệt độ lõi than chì không thay đổi quá nhiều so với nhiệt độ được thấy trong lò phản ứng Magnox.